# Northboro (Iowa)
Northboro es una ciudad situada en el condado de Page, Iowa, Estados Unidos. Tiene una población estimada, a mediados de 2023, de 52 habitantes.

## Geografía
La localidad está ubicada en las coordenadas 40°36′26″N 95°17′33″O / 40.60722, -95.29250 (40.60733, -95.29247). Según la Oficina del Censo, tiene una superficie de 0.66 km², correspondientes en su totalidad a tierra firme.

## Demografía
Según el censo de 2020, en ese momento había 52 personas residiendo en la localidad. La densidad de población era de 78.79 hab./km². El 92.3% de los habitantes eran blancos, el 3.8% eran de otras razas y el 3.8% eran de una mezcla de razas. Del total de la población, el 3.8% eran hispanos o latinos de cualquier raza.